# Rudolf Kargl

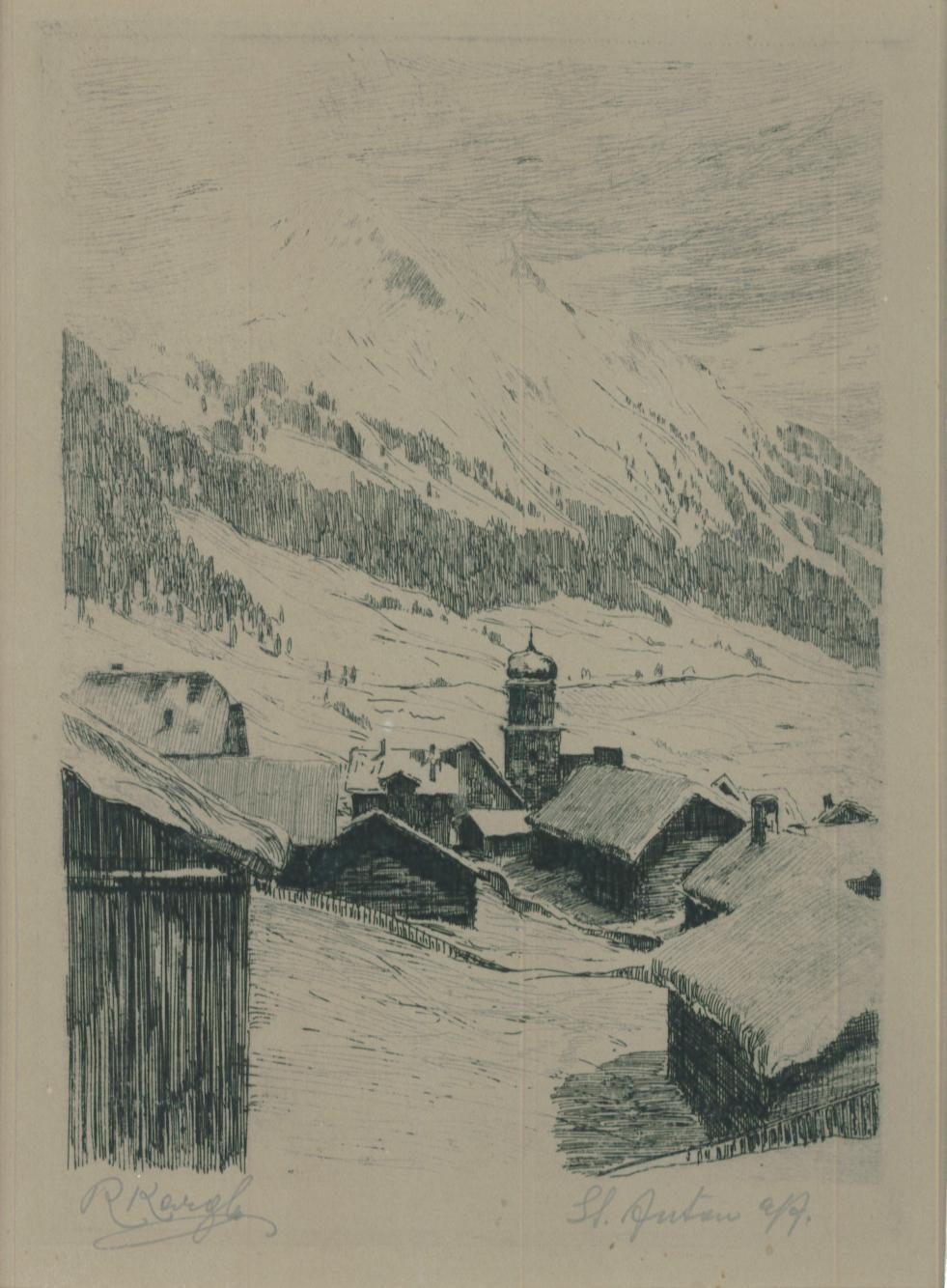
Rudolf Kargl, St. Anton, 1917

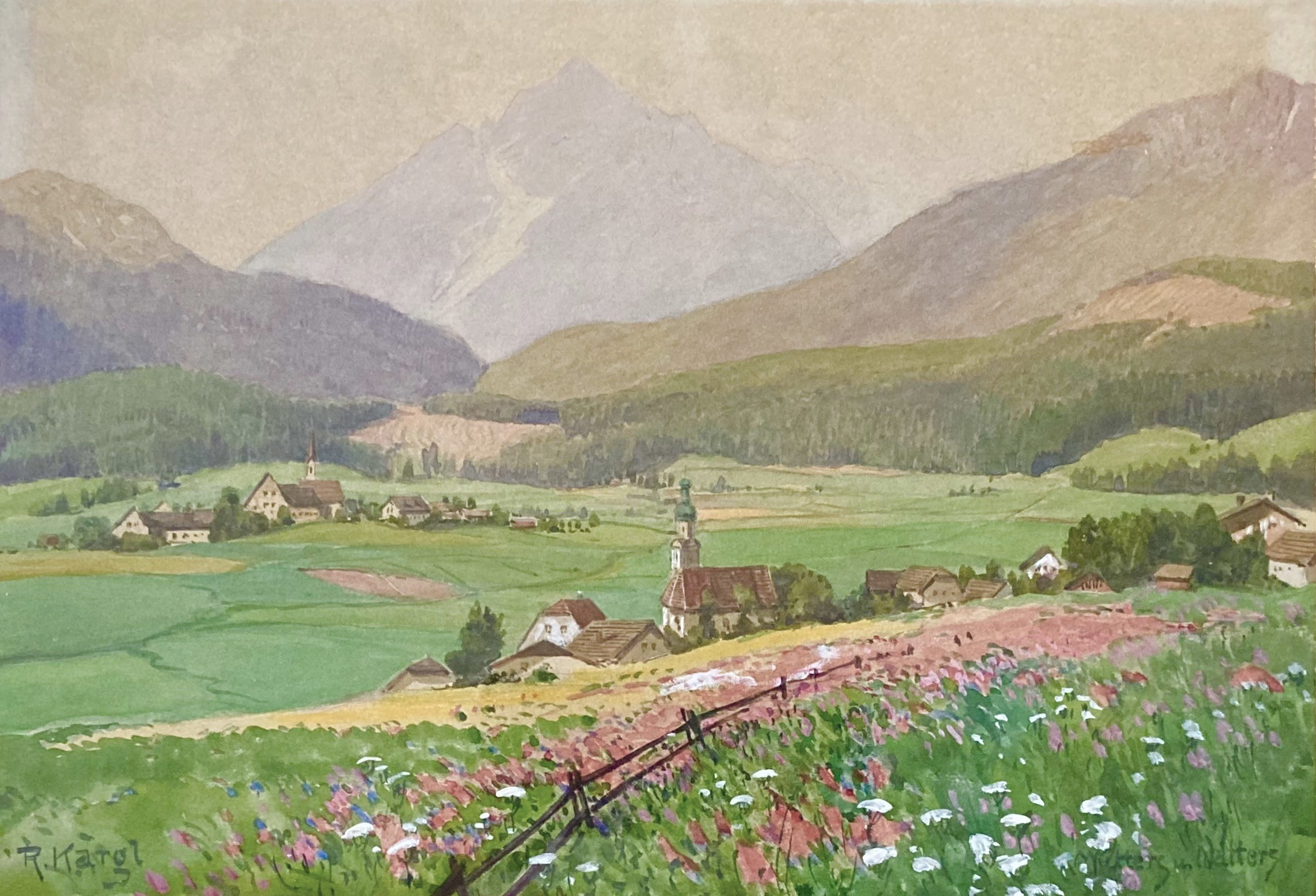
Rudolf Kargl, Mutters und Natters um 1920

Rudolf Kargl (* 4. Jänner 1878 in Wien; † 28. April 1942 in Mödling) war ein österreichischer Porträt- und Landschaftsmaler.

## Leben
Rudolf Kargl studierte an der Wiener K.k. Kunstgewerbeschule unter Franz von Matsch Malerei. Ab 1912 war er Mitglied des u. a. von Gustav Klimt im Jahr 1906 gegründeten Österreichischen Künstlerbundes. Er stellte regelmäßig und mit großem Verkaufserfolg im Wiener Künstlerhaus und unter anderem auch im Münchener Glaspalast aus. Der überwiegende Teil seiner Werke befindet sich mittlerweile im Besitz privater und öffentlicher Sammlungen.

## Arbeiten
Kargl beschäftigte sich zwar auch mit Porträts und Stillleben, bekannt wurde er aber vor allem für seine Landschaftsmalereien und -grafiken. Seine Motive fand Kargl unter anderem in Dörfern und Städten, Seen-, Gebirgs- und Schneelandschaften in Österreich, Norditalien und der Schweiz. Kargl zeichnete auch Menschen, wie Schifahrer oder Soldaten, als Teil der beeindruckenden Landschaften, in denen sie sich bewegten.
Zeichnungen Kargls wurden unter anderem für Postkarten des Roten Kreuzes und des österreichischen Kriegsfürsorgeamtes im Ersten Weltkrieg verwendet.

## Bilder

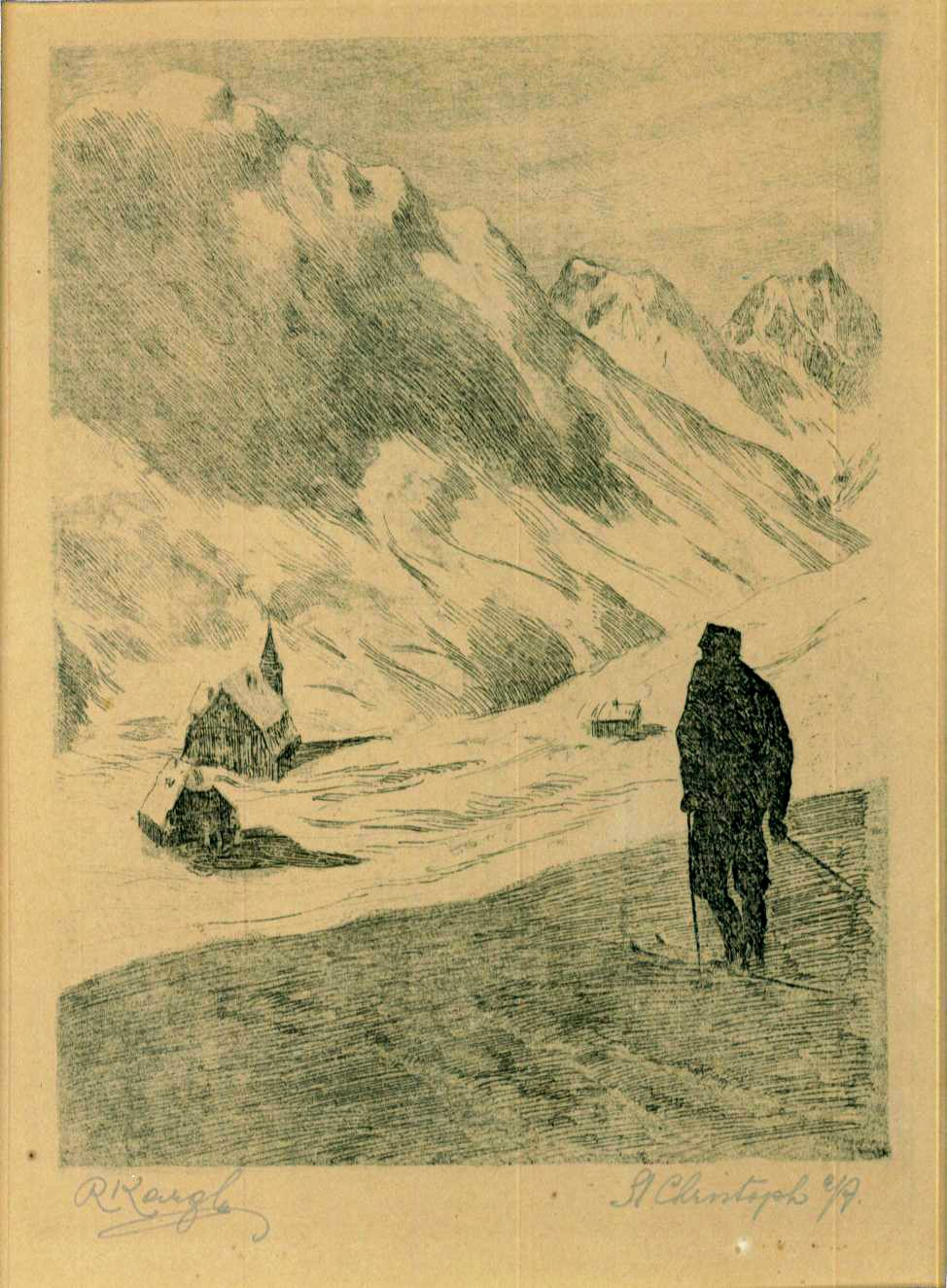
Schifahrer in St. Christoph am Arlberg mit Blick auf Arlbergpass und Hospiz, 1917